# Bosco Verticale
Il Bosco Verticale è un complesso di due palazzi residenziali a torre progettato da Boeri Studio (Stefano Boeri, Gianandrea Barreca e Giovanni La Varra) e situato nel centro direzionale di Milano, ai margini del quartiere Isola.
Peculiarità di queste costruzioni, tutte e due inaugurate nel 2014, è la presenza di più di duemila specie arboree, tra arbusti e alberi ad alto fusto, distribuite sui prospetti. Secondo i progettisti "Si tratta di un ambizioso progetto di riforestazione metropolitana che, attraverso la densificazione verticale del verde, si propone di incrementare la biodiversità vegetale e animale del capoluogo lombardo, riducendo l'espansione urbana e contribuendo anche alla mitigazione del microclima".
A testimonianza del suo riconoscimento architettonico, il Bosco Verticale è risultato vincitore di numerose competizioni: oltre all'International Highrise Award, di cui è stato insignito nel 2014, il Bosco Verticale è stato riconosciuto dal Council on Tall Buildings and Urban Habitat come «grattacielo più bello e innovativo del mondo» nel 2015 e come parte dei «cinquanta grattacieli più iconici del mondo» nel 2019. Il prototipo del progetto milanese verrà riproposto in altre città.

## Posizione
Il complesso è affacciato su via Federico Confalonieri e via Gaetano de Castillia, ai margini del quartiere Isola, interessato sin dal 2005 da una serie di interventi di rigenerazione urbana e architettonica, nell'ambito del Progetto Porta Nuova. Il Bosco Verticale, infatti, è ubicato all'interno del Centro Direzionale di Milano, densissimo cluster di grattacieli che comprende alcuni degli edifici più alti d'Italia: la Torre Unicredit, il Palazzo Lombardia, il Grattacielo Pirelli, la Torre Solaria e diverse altre costruzioni.

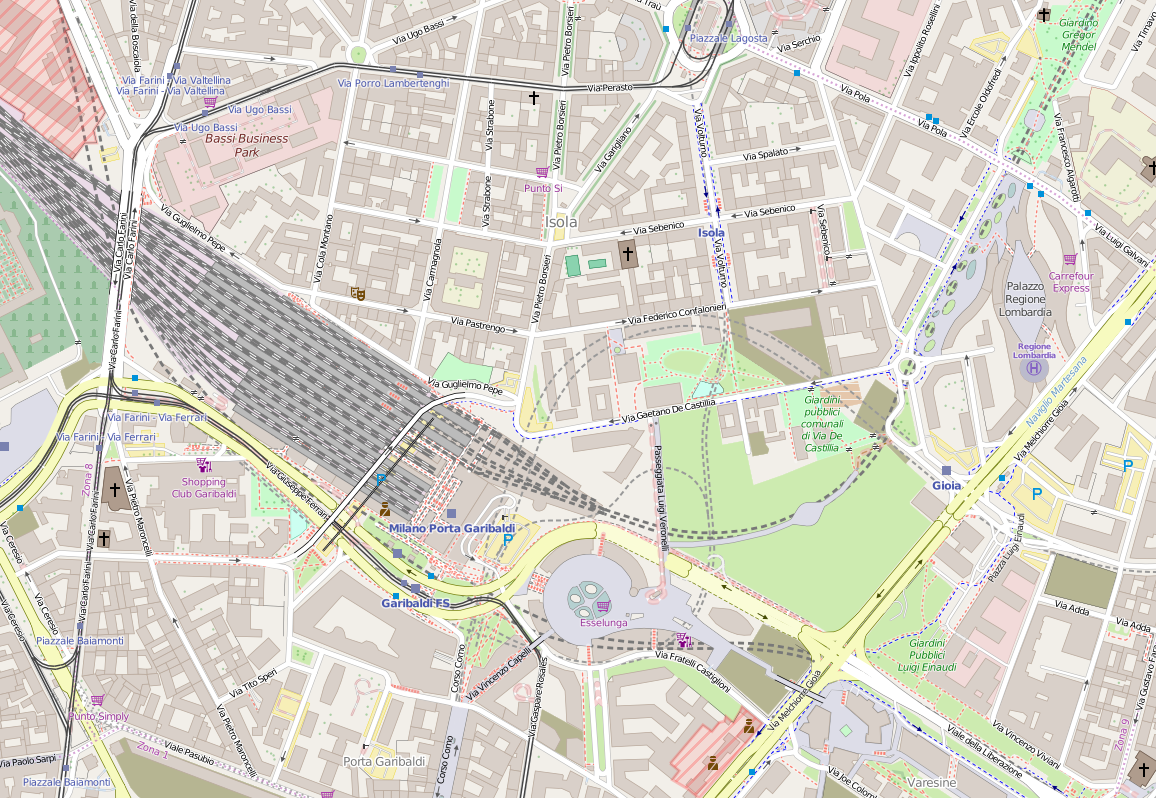
Cartina dell'area di Porta Nuova: le due torri sono contrassegnate dal pallino rosso

Distanti 2,5 km da piazza del Duomo, le due torri sono collocate in uno dei punti nevralgici della viabilità meneghina, ubicandosi in un importantissimo nodo intermodale per il trasporto su rotaia e su gomma. Oltre ai vari mezzi di superficie, infatti, il Bosco Verticale è servito dalle stazioni della metropolitana di Isola, Gioia, Zara, Centrale FS, Garibaldi FS e Repubblica, le ultime tre dotate di importanti interscambi con la rete ferroviaria regionale e nazionale presso le stazioni ferroviarie omonime.

## Storia

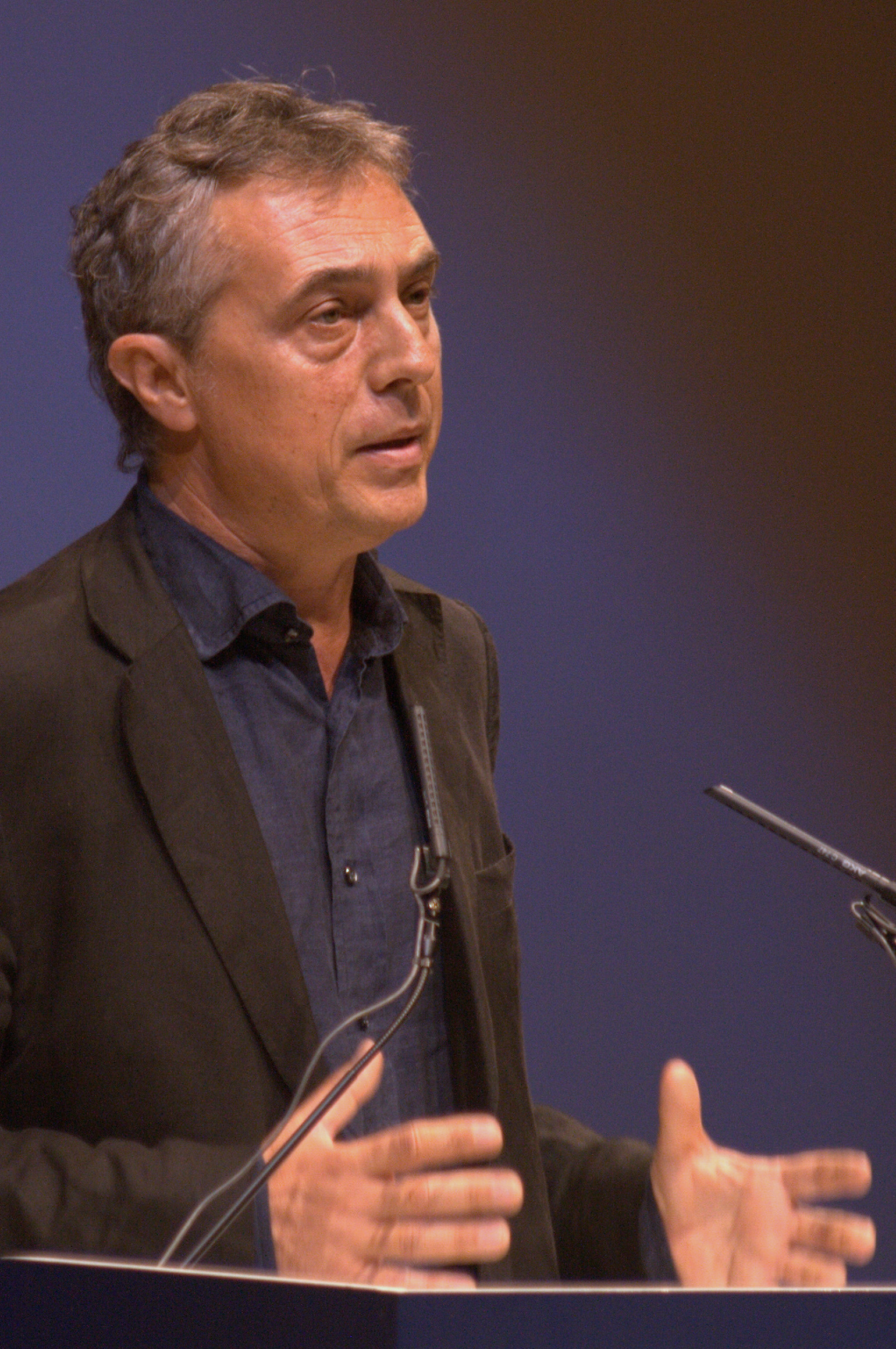
Stefano Boeri, progettista del Bosco Verticale

### Ideazione e costruzione
(Stefano Boeri)
Boeri ebbe l'idea di realizzare un grattacielo rivestito di alberi nell'aprile 2007 a Dubai, quando era direttore di Domus; visitando la metropoli degli Emirati Arabi, l'architetto ebbe infatti l'impressione di aggirarsi in una «città minerale, fatta di decine di nuove torri e grattacieli, tutti rivestiti di vetro o di ceramica o di metallo, tutti riflettenti la luce solare e dunque generatori di calore nell'aria e soprattutto sul suolo abitato dai pedoni». Quest'insofferenza verso le città minerali d'acciaio e di vetro crebbe quando l'architetto spagnolo Alejandro Zaera pubblicò una ricerca dove rilevò che il 94% degli edifici alti costruiti dopo il 2000 era rivestito in vetro.
Furono questi i fattori che stimolarono Boeri a progettare «due torri rivestite non di vetro, ma di foglie [...] di piante, di arbusti, [...] di alberi, [...] di vita», promettendo al contempo una riduzione dei consumi energetici proprio grazie all'azione dello schermo vegetale. Questa proposta venne formalizzata dapprima con la pubblicazione di un articolo su un quotidiano italiano, intitolato A Milano nascerà la prima torre biologica e sostenibile, e poi con la stesura di un Manifesto del Bosco Verticale per dare impulso a un'architettura viva e sostenibile. Queste premesse furono ritenute sufficienti dalla Hines, una multinazionale del settore immobiliare che proprio in quegli anni stava dirigendo un vasto intervento di riqualificazione urbana e architettonica all'interno del Centro Direzionale di Milano, nell'ambito del progetto Porta Nuova.
La costruzione del Bosco Verticale cominciò nell'autunno 2009, con l'impiego di circa seimila operai. L'edificazione delle due torri, affidata alla società altoatesina ZH, procedette con grande lentezza, fino a quando - a causa dell'imperversante crisi economica - il 22 aprile 2013 detta impresa edile rinunciò all'incarico, presentando il concordato in bianco. Una volta verificato lo «stato delle opere, lo sviluppo dei progetti costruttivi, l'emissione ordini per la fornitura dei materiali e la sistemazione logistica», l'impresa venne prontamente sostituita dalla Colombo Costruzioni, che riavviò il cantiere il maggio dello stesso anno.
Il Bosco Verticale, terminato nell'autunno 2014, venne infine inaugurato e presentato ai cittadini il 10 ottobre dello stesso anno. Malgrado le sporadiche opinioni critiche, il Bosco ha avuto vastissima eco, come attestato dai vari riconoscimenti ottenuti e dalla cospicua mole di indagini scientifiche, azioni di studio e documentari che lo hanno interessato.
Nel 2015 la proprietà è stata acquisita dal fondo sovrano del Qatar.

### Riconoscimenti
Il 19 novembre 2014 il Bosco Verticale è risultato vincitore dell'International Highrise Award, competizione internazionale a cadenza biennale per l'assegnazione del premio di grattacielo più bello del mondo: l'edificio, in quanto «esempio eccellente di rivitalizzazione di un centro urbano», è stato scelto tra ottocento grattacieli di tutti i continenti.
(Stefano Boeri)
Nel suo discorso, Peter Cachola Schmal - direttore del Deutsch Architekturmuseum e membro della giuria - ha sottolineato:
Il riconoscimento come «grattacielo più bello e innovativo del mondo» è del 13 novembre 2015, quando il Council on Tall Buildings and Urban Habitat, promosso dall'Illinois Institute of Technology di Chicago, ha eletto la struttura «Migliore Architettura del Mondo 2015». Il complesso è stato scelto come vincitore del concorso in virtù della sua unicità sperimentale:
Il medesimo ente, infine, nella pubblicazione della lista dei cinquanta grattacieli più iconici del mondo costruiti negli ultimi cinquant'anni, ha incluso nel 2019 anche l'opera di Boeri, ritenuta degna di valore in quanto cristallizzazione dell'«idea che la natura vivente possa diventare una componente essenziale della progettazione e le foreste un indispensabile principio della pianificazione urbana», per usare le parole del progettista.
La vasta e favorevole ricezione che il Bosco Verticale ha avuto in Europa e nel mondo è testimoniata dalla scelta della XXI Conferenza delle Parti dell'UNFCCC di portarlo come esempio di «sviluppo urbano virtuoso ed esportabile», facendo sì che tale esperimento venisse replicato anche nella municipalità cinese di Shijiazhuang, nella provincia dell'Hebei, con la costruzione di una città verde e sostenibile in osmosi con l'ambiente.

## Influenze

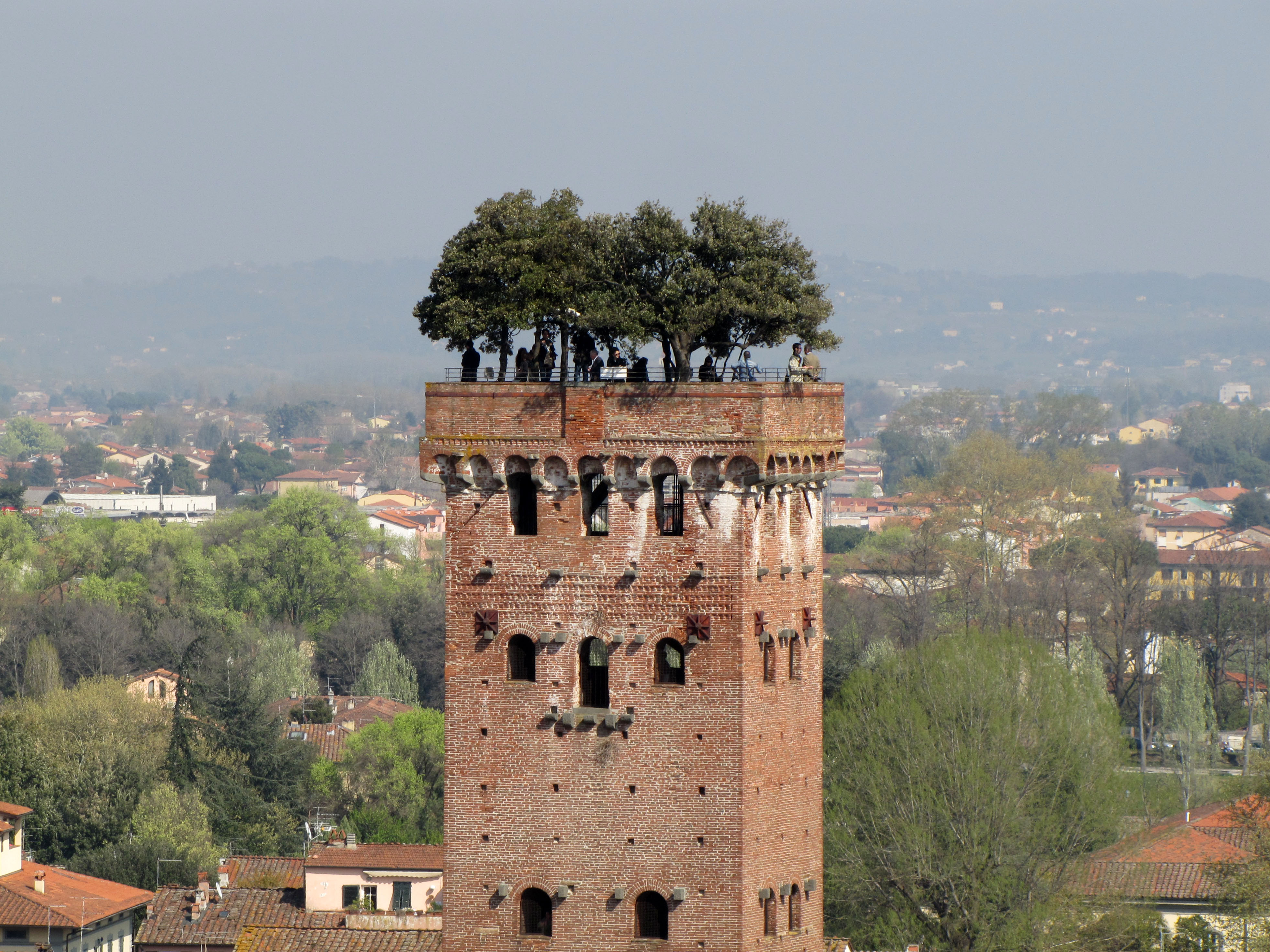
La torre Guinigi di Lucca, con i suoi alberi di leccio sulla sommità, è un vero e proprio precursore del Bosco Verticale

L'idea di valorizzare il verde nelle architetture non è stata affatto introdotta dal Bosco Verticale. Capostipiti di questo filone sono i giardini pensili di Babilonia, costruiti intorno al 590 a.C. dal re Nabucodonosor II, ma vi sono stati anche i prati marcitoi, sviluppati nel XIII secolo dai monaci cistercensi, e la torre Guinigi di Lucca, un vero e proprio Bosco Verticale ante litteram che presenta alla sommità un giardino pensile con sette lecci secolari.
Molti dei progetti di riferimento del Bosco Verticale, tuttavia, sono ascrivibili al filone della cosiddetta green architecture, sviluppatasi nella seconda metà del XX secolo. Tra le fonti d'ispirazione più vive occorre citare la Casa nel Bosco di Cini Boeri, madre di Stefano, costruita in un bosco di betulle e articolata a zig-zag così da scongiurare l'abbattimento di alberi. Tra i precursori del Bosco, in ogni caso, vi sono anche le utopiche dimore di Friedensreich Hundertwasser, con le facciate interamente coperte dalle fronde degli «alberi inquilini» (come ebbe modo di affermare lo stesso architetto), e i giardini pensili, come ACROS Fukuoka di Emilio Ambasz, operante secondo un approccio di «verde su grigio».
Dal punto di vista concettuale Boeri si mostrò assai sensibile anche all'influenza esercitata da quelle opere letterarie o musicali che esplorano l'interazione tra l'uomo e la natura: fra tutti, a esercitare un fascino maggiore sono stati il romanzo Il barone rampante di Italo Calvino, dove il protagonista, il barone Cosimo Piovasco di Rondò, decide di costruire la propria dimensione quotidiana sugli alberi, e la canzone Un albero di trenta piani di Adriano Celentano (allusione al grattacielo Pirelli, anch'esso situato a Milano), che recita:

## Schermo vegetale
Nel loro complesso, le facciate del Bosco Verticale ospitano 800 alberi (tra cui, 480 di prima e seconda grandezza, 300 dalle dimensioni più ridotte), 5 000 arbusti di grandi dimensioni e 15 000 piante perenni e/o tappezzanti, che si densificano in altezza sino a ricoprire un'area equivalente a due ettari (20 000 m²) di bosco e sottobosco, concentrata su 3000 mq di superficie urbana.
In totale, vi sono 94 specie vegetali diverse; di queste, 59 sono utili per gli uccelli, 60 sono arboree e arbustive e 33 sono sempreverdi.

### Benefici
Al contrario delle facciate "minerali" in vetro o pietra, lo schermo vegetale del Bosco non riflette né amplifica i raggi solari, ma li filtra, generando un accogliente microclima interno senza effetti dannosi sull'ambiente. 
La vegetazione apporta numerosissimi effetti benefici alle due torri e all'ambiente urbano circostante, sia sotto il profilo ambientale che sotto quello climatico. Il Bosco Verticale, infatti, contribuisce alla costituzione di un microclima che genera umidità, filtra le polveri sottili (o ne devia il percorso), attenua notevolmente l'inquinamento acustico, depura l'aria sottraendo CO2 dall'atmosfera ed emettendo O2, protegge dall'irraggiamento solare attraverso l'ombreggiatura fogliare e ripara dal vento, attraverso l'azione frangivento delle fronde.
Come dispositivo urbano anti-sprawl, equivale a un’area di villette immerse nel verde di circa 75.000 mq, ma condensata su una superficie pari solo all’1,4% di tale estensione, con un significativo risparmio di suolo .
Dal punto di vista faunistico, il Bosco Verticale tutela la biodiversità attraverso la creazione di habitat biologici. Le numerosissime specie vegetali distribuite lungo le facciate, infatti, costituiscono un vero e proprio ecosistema in grado di attrarre volatili e insetti (nel 2014 ne sono stati contati 1 600), «diventando un sensore urbano della ricolonizzazione vegetale e animale spontanea della città».
Così Stefano Boeri:
(Stefano Boeri)

### Disposizione delle specie e policromia
Altra peculiarità del Bosco Verticale è la cangiante policromia delle alberature che rivestono le sue superfici. Nelle varie stagioni, le variazioni nel colore e nelle forme della struttura vegetale generano un grande landmark cangiante, caratteristica che ha generato in pochi anni l'immagine del Bosco Verticale come nuovo simbolo di Milano. 
Questo principio di variazione agisce anche in relazione ai diversi trattamenti sui lati delle torri e ai vari piani, dove la scelta e la distribuzione delle essenze rispecchia criteri sia estetici sia funzionali all’adattamento agli orientamenti e alle altezze delle facciate. Risultato di tre anni di studi condotti insieme a un gruppo di botanici ed etologi, lo sviluppo della componente vegetale ha preceduto la stessa vita edilizia del complesso. A partire all’estate 2010, le piante destinate a essere impiantate sulle torri sono state infatti pre-coltivate in una speciale “nursery” botanica – allestita al vivaio Peverelli, vicino a Como –, al fine di abituarle a vivere in condizioni simili a quelle finali.
Neanche la distribuzione delle essenze è frutto del caso. In tal senso, infatti, le piante sono state collocate in ragione di diversi criteri di natura formale ed estetica; si citano, ad esempio, le loro qualità ornamentali, le stagioni di fioritura, la potenziale allergenicità, lo sviluppo dell'architettura della chioma e del fusto, e la facilità di manutenzione. In questo modo, le sempreverdi sono collocate sul lato sud-ovest, mentre sul lato nord-est sono sistemate le specie spoglianti.
Un compendio di quanto appena detto viene dato da Laura Gatti, agronomo paesaggista che, insieme a Emanuela Borio, ha curato lo schermo vegetale del complesso:
Naturalmente cambierà molto dall'esposizione della facciata. In linea generale, sul lato sud delle torri del Bosco Verticale abbiamo collocato specie sempreverdi, molto colorate e chiassose. A nord e a ovest ci saranno piante spoglianti, dalle tinte autunnali, mentre a est prevarranno tonalità tenui, freschi, primaverili. In ogni stagione lo spettacolo e i giochi visivi saranno diversi.»
Di seguito viene proposta una tabella ove sono riportate le cromie assunte da alcune delle specie vegetali durante le quattro stagioni.
| Nome della pianta                    | Immagine                    | Autunno                     | Inverno                     | Primavera                   | Estate                      | Nome della pianta                        | Immagine             | Autunno              | Inverno              | Primavera            | Estate               |
| ------------------------------------ | --------------------------- | --------------------------- | --------------------------- | --------------------------- | --------------------------- | ---------------------------------------- | -------------------- | -------------------- | -------------------- | -------------------- | -------------------- |
| Facciata ovest, nord ed est          | Facciata ovest, nord ed est | Facciata ovest, nord ed est | Facciata ovest, nord ed est | Facciata ovest, nord ed est | Facciata ovest, nord ed est | Facciata sud e ovest                     | Facciata sud e ovest | Facciata sud e ovest | Facciata sud e ovest | Facciata sud e ovest | Facciata sud e ovest |
| Leccio Quercus ilex                  |                             | ●                           | ●                           | ●                           | ●                           | Leccio Quercus ilex                      |                      | ●                    | ●                    | ●                    | ●                    |
| Koelreuteria Koelreuteria paniculata |                             | ●                           |                             | ●                           | ●                           | Roverella Quercus pubescens              |                      | ●                    |                      | ●                    | ●                    |
| Pero selvatico Pyrus pyraster        |                             | ●                           |                             | ○                           | ●                           | Orniello Fraxinus ornus                  |                      | ●                    |                      | ○                    | ●                    |
| Corbezzolo Arbutus unedo             |                             | ●                           | ●                           | ○                           | ●                           | Corbezzolo Arbutus unedo                 |                      | ●                    | ●                    | ○                    | ●                    |
| Pero corvino Amelanchier lamarckii   |                             | ●                           | ●                           | ○                           | ●                           | Ginestra dei carbonai Cytisus scoparius  |                      | ●                    | ●                    | ●                    | ●                    |
| Biancospino Crataegus monogyna       |                             | ●                           |                             | ○                           | ●                           | Ceanoto Ceanothus spp                    |                      | ●                    | ●                    | ●                    | ●                    |
| Iperico calicino Hypericum calycinum |                             | ●                           |                             | ●                           | ●                           | Plumbago blu Ceratostigma plumbaginoides |                      | ●                    |                      | ●                    | ●                    |

### Vasche
Ciascuno dei contenitori è stato ideato per non influire eccessivamente sulla crescita radicale dell'essenza, scongiurando l'insorgere di difetti di radicazione. Le dimensioni dell'invaso generalmente variano a seconda delle esigenze idriche e radicali della pianta ivi messa a dimora; nel caso dell'albero, è lungo 1,10 metri e largo altrettanto, mentre per gli arbusti e i cespugli sono stati adottati vasi di lunghezza e profondità minime pari a 0,5 metri.
Tutte le vasche sono realizzate in cemento e dotate di uno strato impermeabile bituminoso e di un rivestimento protettivo, in grado di limitare efficacemente la radicazione. Lungo le superfici interne degli invasi è apposto uno strato di separazione e drenaggio per separare il substrato dalla membrana impermeabilizzante, posta sul fondo del contenitore: quest'ultimo è formato da elementi filtranti in non tessuto sintetico, rispettivamente una tipologia di geotessuto e una guaina antiradice in polietilene.
Per ancorare le piante si è invece fatto ricorso a un telaio in acciaio saldato, in grado di ancorare efficacemente la zolla di terra coinvolta dalla radicazione; nel caso in cui l'albero in esame raggiunga dimensioni considerevoli, sono stati adottati sistemi di aggancio in acciaio aerei. I sistemi di ancoraggio, tra l'altro, non coinvolgono solo le vasche, bensì anche le singole piante, protette da dispositivi di vincolo temporaneo, di base e ridondante, atti a impedire il loro ribaltamento o la loro caduta, specie in condizioni ambientali estreme e impreviste.
Il substrato di coltura di tutta la flora del Bosco è composto da sostanze organiche e inorganiche usate in miscela: si segnala l'utilizzo del lapillo, scoria vulcanica porosa che per le sue caratteristiche presenta un'elevata ritenzione idrica, ottime capacità di scambio cationico e una sostanziale durabilità nel tempo.

### Codici identificativi
Ciascuna specie arborea presente sul Bosco è identificata inequivocabilmente da una sequenza di numeri e di caratteri alfabetici basata sul nome scientifico della pianta e l'ubicazione (piano e terrazza). A titolo di esempio:
QI.02.V01
I primi due caratteri sono le iniziali del nome scientifico del vegetale (in questo caso, il leccio, ovvero Quercus ilex); i due set di caratteri successivi individuano il numero del piano (il secondo) e il codice del terrazzo (V01) dove è collocata la pianta.

### Irrigazione
L'irrigazione delle alberature avviene mediante l'utilizzo di un sistema d'irrigazione a goccia a manutenzione centralizzata; l'acqua impiegata è recuperata dalle acque grigie prodotte dall'edificio, o dalla falda acquifera. Quest'ultima, una volta accumulatasi in una cisterna, defluisce attraverso una rete di condotte d'irrigazione a vista che, presentando una bassissima resistenza alle basse temperature, blocca automaticamente il regime idrico nel caso di temperature minori di 0 °C; questo controllo viene espletato da una serie di sonde a monitoraggio remoto che possono individuare eventuali malfunzionamenti.
L'erogazione d'acqua alle singole piante viene garantita da un sistema di controllo che si compone di una valvola di scarico, di un regolatore della pressione e di un'unità filtrante. L'irrigazione, azionata elettricamente, tiene conto anche del reale fabbisogno della vegetazione: ciascuna valvola è infatti indipendente dalle altre, in modo da garantire l'ideale deflusso delle acque. A questo punto, una valvola automatica di sfogo aria e un'ala gocciolante consentono l'innaffiatura del substrato di coltura.

## Struttura
Il Bosco Verticale si compone di due torri residenziali, la torre De Castillia (già torre E) e la torre Confalonieri (già torre D), alte rispettivamente 110 e 76 metri (26 e 18 piani) e collegate per mezzo di un basamento a L. Ambedue le strutture sono caratterizzate dalla presenza di balconi in calcestruzzo armato che, con soletta strutturale spessa 28 cm e parapetti pieni di altezza pari a 130 cm, sporgono in modo irregolare su tutti e quattro i lati degli edifici, con un aggetto di 3,25 metri. Lo sfasamento dei balconi, oltre a conferire dinamicità al profilo del Bosco, consente l'insediamento di alberi alti fino a nove metri; l'innesto di piante di simili dimensioni non era contemplato nelle prime versioni del progetto, in cui si prevedeva la costruzione di balconi a fasce continue.
(Stefano Boeri)
Il Bosco è rivestito da pannelli di grande formato di gres porcellanato in tonalità grigio canna da fucile, con finitura opaca; per ulteriori dettagli, si consulti il paragrafo Tamponamento. Peculiare, in tal senso, è l'utilizzo «celato» del laterizio, che per la sua consolidata flessibilità di impiego è stato scelto per il rivestimento delle pareti di tamponamento e delle murature strutturali. Questo in realtà non si tratta del primo esempio di utilizzo non a vista del laterizio, tanto che tale soluzione venne già adottata in passato da Gerrit Rietveld, da Robert Mallet-Stevens per la sua villa Noailles e da Pier Luigi Nervi, le cui strutture voltate pure fanno ricorso a solai in laterocemento.

### Mitigazione delle vibrazioni
Sebbene edificato su un territorio che presenta condizioni litologiche ideali, e un'azione limitata della sottostante falda acquifera, il Bosco Verticale è comunque dotato di un sistema di dissipazione dell'energia tale da smorzare efficacemente le vibrazioni. L'adozione di questa tecnologia si è resa necessaria per bloccare la propagazione delle eventuali onde sismiche ma, soprattutto, delle vibrazioni indotte dal transito ferroviario delle linee M2 e M5, passanti - rispettivamente - nelle porzioni a nord e a est del sito.
La presenza dei due tunnel della metropolitana, con l'estradosso a soli 3,5 metri di distanza dalle fondazioni delle due torri, costituisce una sorgente di interferenze non indifferente, a causa delle anomalie della guida del materiale rotabile e delle irregolarità nella struttura delle rotaie. La stabilità strutturale e il benessere acustico dei residenti delle due torri vengono quindi garantiti mediante l'installazione di materiali elastici smorzanti in grado di far «galleggiare» agilmente la struttura: i valori di abbattimento acustico, ottenuti con molle di acciaio a elica, corrispondono a 3,5 hertz.

### Tamponamento
Il Bosco Verticale presenta tamponature stratificate, con isolante termico preaccoppiato con polistirene estruso (10,0 cm), blocchi di laterizio alleggerito in pasta (25,0 cm) intonacato (1,5 cm), intercapedini d'aria e facciata a schermo avanzato in lastre in gres porcellanato (55×120×1,4 cm) e una sottostruttura composta da montanti in alluminio. Analogamente, le pareti che separano il vano scala con le unità abitative presentano una muratura a cassetta, con laterizio alleggerito in pasta (8,0 cm) con placcatura in lastre di cartongesso (1,5 cm), malta di rinzaffo (1,0 cm), pannelli isolanti minerali (80% di vetro riciclato, 6,0 cm) e paramento murario in laterizio porizzato (12,0 cm) intonacato (EI 120, 3,0 cm).
Le pareti in laterizio sono legate alla sottostruttura mediante delle staffe a T; le lastre sono invece ancorate mediante fissaggio meccanico, sormontate da ceramica fresata e da scanalature con profilo in alluminio, ove si allacciano i quattro ganci di supporto. La striscia di adesivo strutturale tra il retro della lastra e le ali laterali del profilo è stata applicata per assicurare una adeguata distribuzione dei carichi di vento; similmente, per garantire la continuità del materiale, ogni 3-4 lastre è stato apposto un giunto a pettine.
Per aumentarne la robustezza e la resistenza, e quindi per offrire un adeguato sistema di supporto, il paramento murario è stato realizzato con blocchi in laterizio normali (25,0×19×48 cm) rettificati, di peso specifico pari a 800 kg/m3: in questo modo, infatti, il valore estremo della capacità portante (carico di rottura) è di pressappoco 7 kN, come misurato sperimentalmente. Per non compromettere l'efficacia termoisolante della struttura, sono state inoltre applicate graffe in acciaio inox austenitico (18% cromo, 8% nichel), munite di rondella rompigoccia e pendenti verso l'esterno.

### Esplicative
1. ↑  Il Bosco Verticale dispone di 131 appartamenti. Si veda: Boeri, I numeri del Bosco Verticale.
2. ↑  In tal senso, il Bosco Verticale per ridurre i forti consumi energetici è in grado di ospitare generatori eolici sul tetto e impianti fotovoltaici lungo le facciate. Per ulteriori dettagli, si consulti Boeri, p. 69.
3. ↑  Originariamente la zona dove oggi insiste il Bosco Verticale era occupata dal parco binari della vecchia stazione di Milano Porta Nuova; con l'inaugurazione dell'attuale stazione Centrale nel 1931, questa venne dapprima chiusa, per poi essere arretrata nel 1961, formando l'attuale stazione di Milano Porta Garibaldi. Lo spazio vuoto venutosi a creare, quello cosiddetto di «Varesine», divenne quindi una vera e propria ferita del tessuto urbano, tanto che l'area iniziò a divenire progressivamente più isolata, a causa di una «frammentazione della proprietà e della mancanza di una volontà unitaria per il rilancio di questa zona di Milano». Per maggiori informazioni, si veda: Gambetti et al., p. 162.
4. ↑  La tecnica delle cosiddette «marcite» consiste nel sommergere costantemente le colture da una sottile coltre di acqua, favorendo quindi il recupero agricolo di acquitrini e stagni; questi prati irrigui sono caratteristici della campagna della bassa Lombardia, dove già precedentemente era diffuso ottimizzare la resa di un terreno garantendo un equo deflusso delle acque. Per maggiori informazioni, si veda:  Alessandro Vivenza, Marcita, in Enciclopedia Italiana, Treccani, 1930. URL consultato il 9 gennaio 2016.
5. ↑  La versatilità del laterizio è riconducibile al fatto che questo materiale è in grado di «rispondere a particolari esigenze prestazionali e costruttive
piuttosto che [...] estetiche», riuscendo nel contempo a «integrare materiali e tecnologie anche molto differenti tra loro». Per maggiori informazioni, si veda:  Andrea Campioli, Sotto sotto ... laterizio (PDF), 1999,  pp. 72-75 (archiviato dall'url originale il 27 gennaio 2016).

### Riferimenti
1. 1 2  Gelsomino, p. 220.
2. ↑   Lungomare Bari Vittorio Veneto, su Stefano Boeri Architetti. URL consultato il 2 marzo 2023.
3. 1 2   un nuovo premio per il bosco verticale, su stefanoboeriarchitetti.net, Stefano Boeri Architetti, 9 ottobre 2019. URL consultato l'11 novembre 2019.
4. ↑   Bari, per il Bosco verticale fino a 4.200 euro a metro quadro. L'attico costa un milione: tre imprenditori già prenotati, su la Repubblica, 29 marzo 2023. URL consultato il 29 marzo 2023.
5. ↑  Biraghi et al., p. 234.
6. ↑   Misurare la distanza tra punti - Computer - Guida di Maps, su support.google.com. URL consultato il 29 marzo 2023.
7. ↑  Gambetti et al., p. 174.
8. ↑  Boeri, p. 78.
9. ↑  Boeri, p. 87.
10. ↑  Boeri, p. 7.
11. ↑  Boeri, p. 9.
12. 1 2  Boeri, p. 64.
13. ↑   Armando Stella, Una piazza e un parco per Gae Aulenti e Anna Politkovskaja, Milano Corriere, 8 dicembre 2012. URL consultato il 5 aprile 2016.
14. ↑   Armando Stella, Bosco verticale, c’è l’accordo: riapre il cantiere delle torri, Milano Corriere, 3 luglio 2013. URL consultato il 5 aprile 2016.
15. ↑   Michela Finizio, Cantieri in difficoltà, la crisi delle costruzioni rallenta il Bosco Verticale a Milano, Il Sole 24 Ore. URL consultato il 5 aprile 2016 (archiviato dall'url originale il 7 giugno 2013).
16. ↑  Boeri, p. 68.
17. ↑   Michela Finizio, Al fondo del Qatar tutti i grattacieli di Milano Porta Nuova: il progetto vale 2 miliardi, su st.ilsole24ore.com, 27 febbraio 2015.
18. ↑  Fuori dal coro, 18 ottobre 2023
19. 1 2   Bosco Verticale a Milano vince l'International Highrise Award 2014 (PDF), su international-highrise-award.com, Francoforte sul Meno, International Highrise Awards, 19 novembre 2014 (archiviato dall'url originale il 24 ottobre 2015).
20. ↑   Bosco Verticale miglior grattacielo del mondo, ANSA. URL consultato il 5 aprile 2016.
21. ↑   E in Cina il Bosco diventa Foresta, in Treccani, Istituto della Enciclopedia Italiana, 17 dicembre 2015. URL consultato il 5 aprile 2016.
22. ↑  Wood et al., p. 14.
23. ↑   Empio Malara; C. Coscarella, Milano & Navigli: un parco lineare tra il Ticino e l'Adda, in I libri dell'arcobaleno, Di Baio Editore, 1990,  p. 30, ISBN 88-7080-211-6.
24. ↑  Boeri, p. 75.
25. ↑  Boeri, p. 11.
26. ↑  Hundertwasser.
27. ↑  Boeri, p. 50.
28. ↑  Boeri, p. 99.
29. ↑  Boeri, p. 60.
30. 1 2 3  Boeri, I numeri del Bosco Verticale.
31. 1 2  Baratta, p. 55.
32. ↑   Bosco Verticale | Milano | Stefano Boeri Architetti, su stefanoboeriarchitetti.net.
33. ↑   Bosco Verticale, su divisare.com, divisare. URL consultato il 10 gennaio 2016.
34. ↑   Francesca Malerba, Facciate colorate e biodiversità nel Bosco Verticale di Stefano Boeri, su progettarearchitettura.it, 13 aprile 2014. URL consultato il 10 gennaio 2016 (archiviato dall'url originale il 23 febbraio 2016).
35. ↑  Boeri, p. 61.
36. ↑  Boeri, p. 79.
37. ↑   Daniele Belleri, I segreti del Bosco Verticale, Corriere della Sera, 3 luglio 2012. URL consultato il 9 gennaio 2016.
38. ↑   Immagine 03: policromia delle essenze del Bosco Verticale. 準建築人手札網站 Forgemind ArchiMedia,  5 giugno 2012. L'immagine è stata tratta da:  Forgemind Webuse 0006, su flickr.com, Flickr.
39. 1 2  Giacomello, p. 16.
40. 1 2  Boeri, p. 91.
41. ↑  Boeri, p. 92.
42. ↑  Boeri, p. 51.
43. ↑  Wood et al., p. 168.
44. ↑  Giacomello et al., p. 34.
45. ↑  Baratta, p. 54.
46. 1 2  Giacomello, p. 17.
47. ↑  Boeri, p. 80.
48. ↑  Boeri, p. 76.
49. ↑   Il Bosco Verticale di Milano cresce due metri ogni settimana (PDF), su peri.it, Basiano, PERI Italia, 24 gennaio 2012. URL consultato l'8 gennaio 2016 (archiviato dall'url originale il 24 febbraio 2016).
50. ↑  Boeri, p. 53.
51. ↑  Boeri, p. 55.
52. ↑  Boeri, p. 63.
53. ↑  Baratta, p. 53.
54. ↑  Buzzoni, p. 9.
55. 1 2 3 4  Baratta, p. 56.
56. ↑  Baratta, p. 57.